# Центрофлот
Центрофлот, Центральный исполнительный комитет военного флота — главный коллегиальный орган управления военным флотом, созданный в рамках демократизации флота в 1917 году в целях координации деятельности комитетов флотов и флотилий.
Центрофлот был сформирован I Всероссийским съездом Советов рабочих и солдатских депутатов в июне 1917 года на основе делегатов Морской секции Петросовета. Большинство членов Центрофлота составляли умеренные социалисты — меньшевики и эсеры. К осени 1917 года параллельно с процессом большевизации Советов прошёл процесс массовой большевизации низовых солдатских и матросских комитетов (см. также Демократизация армии в России (1917)).
В то же время большевизация Центрофлота, и других солдатских и матросских комитетов высших уровней была затруднена в связи с необходимостью организации сложных перевыборов; в частности, в рамках «советской легальности» Центрофлот мог переизбираться только Всероссийским съездом Советов.
Результатом стало образование значительного разрыва в составе; в частности, между большевизированным Центробалтом и эсеро-меньшевистским Центрофлотом. В ходе Октябрьской революции большевики по предложению Дыбенко П. Е. объявили Центрофлот неправомочным в связи с отзывом Балтийским флотом своих представителей.
27 октября (9 ноября) 1917 года Центрофлот был разогнан большевиками во главе с Ховриным Н. А., и, по предложению Ленина, заменён на Военно-морской революционный комитет во главе с большевиком Вахрамеевым И. И.
Разогнанные делегаты Центрофлота разослали по флотам следующую телеграмму:

27 октября в 5 часов вечера в Центрофлот явился матрос Ховрин, заявивший от имени Морского военного комитета, избранного съездом Советов, о роспуске Центрофлота. На запрос о причине Ховрин ответил: «По праву сильного». Не имея возможности сопротивляться грубой силе, Центрофлот заявил: роспуск считает незаконным. Подчинился грубой силе и сдал дела.